# Ahia Njoku
Ahia Njoku, también conocido como Aha Njoku, es una diosa de la mitología igbo, venerada por el pueblo Igbo de Nigeria. 
Es responsable de los ñames, que eran un ingrediente importante en la dieta de los Igbo, y de los hombres que los cuidan (Cultivar ñames es un trabajo tradicionalmente masculino en la tribu Igbo, a menos que se esté desherbando o cosechando). El festival Ahanjoku se celebra entre los Igbo en luna llena antes del festival del ñame nuevo. En algunas partes los niños que se dedicaban al servicio de la deidad se llamaban Njoku. Como adultos, se esperaba que tales niños se convirtieran en prósperos granjeros de ñame, lo que los convertía en nobles. El nombre le da una naturaleza que cree en la frase - "más grande que la vida". Es esta naturaleza la que te hace un líder, visionario y un organizador igualmente grandioso.